# Courteuil
 Courteuil  es una población y comuna francesa, en la región de Picardía, departamento de Oise, en el distrito y cantón de Senlis.

## Demografía
| 328 | 503 | 613 | 570 | 558 | 631 |
| Para los censos de 1962 a 1999 la población legal corresponde a la población sin duplicidades (Fuente: INSEE [Consultar]) |     |     |     |     |     |